# راقف دروقب (حديبو)

تعديل مصدري - تعديل

راقف دروقب إحدى قرى مديرية حديبو التابعة لمحافظة سقطرى، بلغ تعداد سكانها 18 نسمة حسب تعداد اليمن لعام 2004.